# Аспержок
Аспержо́к (фр. Asperjoc) — колишній муніципалітет у Франції, у регіоні Овернь-Рона-Альпи, департамент Ардеш. Населення — 420 осіб (2011).
Муніципалітет був розташований на відстані близько 490 км на південь від Парижа, 125 км на південь від Ліона, 21 км на захід від Прива.

## Історія
До 2015 року муніципалітет перебував у складі регіону Рона-Альпи. Від 1 січня 2016 року належав до нового об'єднаного регіону Овернь-Рона-Альпи.
1 січня 2019 року Аспержок і Антрег-сюр-Волан було об'єднано в новий муніципалітет Валле-д'Антрег-Аспержок.

## Демографія
Динаміка населення (INSEE ):
Розподіл населення за віком та статтю (2006):
| Стать | Всього | До 15 років | 15-24 | 25-44 | 45-64 | 65-85 | Понад 85 |
| --- | ------ | ----------- | ----- | ----- | ----- | ----- | -------- |
| Чоловіки | 164    | 36          | 4     | 60    | 40    | 24    | 0        |
| Жінки | 188    | 36          | 20    | 52    | 48    | 28    | 4        |
| \| Статево-вікова піраміда \| Статево-вікова піраміда \| Статево-вікова піраміда \| \| ----------------------- \| ----------------------- \| ----------------------- \| \| Чоловіки \| Вік \| Жінки \| \| 0 \| 85 + \| 4 \| \| 0 \| 80-84 \| 0 \| \| 8 \| 75-79 \| 4 \| \| 4 \| 70-74 \| 12 \| \| 12 \| 65-69 \| 12 \| \| 8 \| 60-64 \| 8 \| \| 12 \| 55-59 \| 8 \| \| 8 \| 50-54 \| 24 \| \| 12 \| 45-49 \| 8 \| \| 16 \| 40-44 \| 12 \| \| 16 \| 35-39 \| 24 \| \| 12 \| 30-34 \| 12 \| \| 16 \| 25-29 \| 4 \| \| 4 \| 20-24 \| 12 \| \| 0 \| 15-20 \| 8 \| \| 12 \| 10-14 \| 8 \| \| 8 \| 5-9 \| 8 \| \| 16 \| 0-4 \| 20 \| |        |             |       |       |       |       |          |
| Статево-вікова піраміда |        |             |       |       |       |       |          |
| Чоловіки | Вік    | Жінки       |       |       |       |       |          |
| 0 | 85 +   | 4           |       |       |       |       |          |
| 0 | 80-84  | 0           |       |       |       |       |          |
| 8 | 75-79  | 4           |       |       |       |       |          |
| 4 | 70-74  | 12          |       |       |       |       |          |
| 12 | 65-69  | 12          |       |       |       |       |          |
| 8 | 60-64  | 8           |       |       |       |       |          |
| 12 | 55-59  | 8           |       |       |       |       |          |
| 8 | 50-54  | 24          |       |       |       |       |          |
| 12 | 45-49  | 8           |       |       |       |       |          |
| 16 | 40-44  | 12          |       |       |       |       |          |
| 16 | 35-39  | 24          |       |       |       |       |          |
| 12 | 30-34  | 12          |       |       |       |       |          |
| 16 | 25-29  | 4           |       |       |       |       |          |
| 4 | 20-24  | 12          |       |       |       |       |          |
| 0 | 15-20  | 8           |       |       |       |       |          |
| 12 | 10-14  | 8           |       |       |       |       |          |
| 8 | 5-9    | 8           |       |       |       |       |          |
| 16 | 0-4    | 20          |       |       |       |       |          |

## Економіка
2010 року серед 260 осіб працездатного віку (15—64 років) 187 були активними, 73 — неактивними (показник активності 71,9%, у 1999 році було 70,3%). З 187 активних мешканців працювало 158 осіб (85 чоловіків та 73 жінки), безробітними було 29 (17 чоловіків та 12 жінок). Серед 73 неактивних 13 осіб було учнями чи студентами, 36 — пенсіонерами, 24 були неактивними з інших причин.

У 2010 році у муніципалітеті числилось 182 оподатковані домогосподарства, у яких проживали 394,0 особи, медіана доходів виносила 15 914 євро на одного особоспоживача.